# Shelton (Connecticut)
Shelton es una ciudad ubicada en el condado de Fairfield en el estado estadounidense de Connecticut. En el año 2000 tenía una población de 38.101 habitantes y una densidad poblacional de 481.2 personas por km².

## Geografía
Shelton se encuentra ubicada en las coordenadas 41°18′15″N 73°08′17″O / 41.30417, -73.13806.

## Demografía
Según la Oficina del Censo en 2000 los ingresos medios por hogar en la localidad eran de $67,292, y los ingresos medios por familia eran $75,523. Los hombres tenían unos ingresos medios de $50,210 frente a los $36,815 para las mujeres. La renta per cápita para la localidad era de $29,893. Alrededor del 3.2% de la población estaban por debajo del umbral de pobreza.